# 阿亞特河
52°52′39″N 62°50′05″E / 52.8774°N 62.8346°E
阿亞特河是中亞的河流，流經俄羅斯車里雅賓斯克州和哈薩克斯坦庫斯塔奈州，屬於托博爾河的左支流，河道全長117公里，流域面積13,300平方公里。

## 外部連結
- http://textual.ru/gvr/index.php?card=195274 （页面存档备份，存于）
- https://web.archive.org/web/20141025114929/
- Water resources of the Chelyabinsk region